# Placocalanus nannus
Placocalanus nannus is een eenoogkreeftjessoort uit de familie van de Pseudocyclopidae. De wetenschappelijke naam van de soort is voor het eerst geldig gepubliceerd in 1970 door Fosshagen.